# 모모이시정
모모이시정(百石町) 아오모리현 동남부에 위치했던 정이다. 평탄한 지형으로 동부를 태평양에 접한다. 하치노헤시, 미사와시의 베드타운화가 진행되고 있다.
2006년 3월 1일에 시모다정과 합병하여 오이라세정이 되었다.

## 연혁
- 1889년 4월 1일 - 정촌제 시행에 의해 모모이시촌이 성립하였다.
- 1929년 4월 20일 - 정제 시행에 의해 모모이시정이 되었다.
- 2006년 3월 1일 - 시모다정과 합병해 오이라세정이 되었다.

## 교통

### 도로
- 국도 45호선
- 국도 338호선
- 모모이시 도로